# 黃金列車大奇案
《火车大劫案》（英語：The First Great Train Robbery，在美國稱作）是一部1978年愛爾蘭劫案喜劇片，由迈克尔·克莱顿執導，劇本由克萊頓親自改編他所著的1975年小說《火車大劫案》。本片的主演為肖恩·康纳利、唐纳德·萨瑟兰與Lesley-Anne Down。

## 演員
- 肖恩·康纳利飾演愛德華·皮爾斯（Edward Pierce）
- 唐纳德·萨瑟兰飾演Agar
- Lesley-Anne Down（英语：Lesley-Anne Down）飾演Miriam
- Alan Webb（英语：Alan Webb (actor)）飾演Trent
- Malcolm Terris（英语：Malcolm Terris）飾演Henry Fowler
- Robert Lang（英语：Robert Lang (actor)）飾演Sharp
- Michael Elphick（英语：Michael Elphick）飾演Burgess
- Wayne Sleep（英语：Wayne Sleep）飾演Clean Willy
- Pamela Salem（英语：Pamela Salem）飾演Emily Trent
- Gabrielle Lloyd飾演Elizabeth Trent
- George Downing飾演Barlow
- James Cossins（英语：James Cossins）飾演Harranby
- André Morell（英语：André Morell）飾演Judge
- Peter Benson（英语：Peter Benson (actor)）飾演Station Master
- Janine Duvitski（英语：Janine Duvitski）飾演Maggie
- Peter Butterworth（英语：Peter Butterworth）飾演Putnam
- Brian Glover（英语：Brian Glover）飾演Captain Jimmy
- Geoffrey Ferris飾演Pickpocket

## 評價
本片獲得影評人的讚美。爛番茄根據27篇影評給出74%的「新鮮度」。本片也榮獲愛倫·坡獎最佳電影劇本獎，由克萊頓獲獎。

## 外部連結
- 互联网电影数据库（IMDb）上《The Great Train Robbery》的资料（英文）
- AllMovie上《The Great Train Robbery》的资料（英文）
- Box Office Mojo上《The Great Train Robbery》的資料（英文）
- 爛番茄上《The Great Train Robbery》的資料（英文）